# Yaō
Yaō (in inglese King Night) è un dorama stagionale giapponese in 11 puntate di TBS mandato in onda nel 2006; tratto da un manga di Liao Kurashina e Osamu Inoue pubblicato nel 2003. È stato preceduto da uno Special TV nel 2005.
Racconta la storia di Ryosuke, un ex gangster che entra nel mondo degli Host club e delle sue avventure nel tentativo di diventare il numero uno degli intrattenitori per signora (da qui il titolo il re della notte). Soprannominato Romeo, riuscirà a far felici in maniera alternativa le donne a lui affidate.

## Protagonisti
- Masahiro Matsuoka - Ryosuke
- Karina Nose - Saito Matsuri
- Kazuki Kitamura - Seiya
- Jun Kaname - Shu
- Yūma Ishigaki - Natsuki
- Takamasa Suga - Ren
- Shinsuke Aoki - Taiga
- Shūgo Oshinari - Hikaru
- Takashi Naitou
- Rino Katase
- Jirō Satō
- Yoshiyoshi Arakawa
- Ken'ichi Yajima
- Satoshi Matsuda
- Jyōji Shibue